# フットボール・アソシエーション・オブ・アイルランド
フットボール・アソシエーション・オブ・アイルランド（英: Football Association of Ireland、愛: Cumann Peile na hÉireann）は、アイルランド共和国のサッカーを統括する団体である。略称はFAI。
日本語では一般的に「アイルランドサッカー協会」として言及されることが多いが、フットボール・アソシエーション・オブ・アイルランドが創設される1921年以前は、現在北アイルランドのサッカーを統括しているアイリッシュ・フットボール・アソシエーションがアイルランド全域を統括するサッカー協会であり、「アイルランドサッカー協会」と言及できるものであった。このためこの項目名は、フットボール・アソシエーション・オブ・アイルランドとするものである。

## 歴史
1921年にアイルランド自由国が英国と英愛条約を結んで、アイルランドの独立が約束された。ただしこの時に、アイルランド32州のうちアルスター地方の一部6州が連合王国内に残留したため、それまでのアイルランドサッカー協会（アイリッシュ・フットボール・アソシエーション）は南北2つに分離することになった。連合王国内に残った北部6州では従来のアイルランドサッカー協会がそのまま存続した。そのためそれまでのサッカーアイルランド代表の記録はそのまま現在のサッカー北アイルランド代表に継承された。
英国から独立した南部28州では独立したその年のうちに新しいサッカー協会が結成され、フットボール・アソシエーション・オブ・アイルランドと名付けられた。以降フットボール・アソシエーション・オブ・アイルランドは1937年まではアイルランド自由国の、1949年まではエール共和国の、そして1949年以降はアイルランド共和国のサッカーを統括し、この地域を代表するナショナルチームを編成し続け、現在に至っている。